# 伍芳
伍芳（1972年3月26日—），出生於上海，中国古筝演奏者奏者、作曲家。9岁时开始师从王昌元学习古筝，并开始练习钢琴和小提琴。1990年以第1名成绩毕业於上海音乐学院。1992年进入立命館大学産業社会学部に入学。畢業後在東芝EMI發行專輯。
汶川大地震发生後，伍芳與二胡演奏家劉鋒、琵琶演奏家阎杰以及其他日本演艺界华人代表参加了在神户举行的赈灾义演。

## 个人专辑
- 神戸チャイナ倶楽部，2010年
- JASMINE FLOWER～中国歌物語～，2006年
- 冬牡丹，2005年
紀念1995年1月17日的阪神大地震中遇難的姐姐，父親伍受天擔任二胡演奏。
- 万華鏡，2004年
- 心声 Voice of My Heart，2003年
- 花様芳華，2002年
- WU FANG five fragrance，2000年
- 弦舞 Dance of Chinese Harp，1999年
- 上海的夢幻，1998年
- 箏心，1996年